# Altoona (Pensilvânia)
Altoona é uma cidade localizada no Estado americano de Pensilvânia, no Condado de Blair. A sua área é de 25,3 km², sua população é de 49 523 habitantes, e sua densidade populacional é de 1 957,1 hab/km² (segundo o censo americano de 2000). A cidade foi fundada em 1849.